# Sporting Club Frosinone 1972-1973
Questa pagina raccoglie le informazioni riguardanti lo Sporting Club Frosinone nelle competizioni ufficiali della stagione 1972-1973.

## Rosa
| N. |                   | Ruolo | Calciatore               |
| -- | ----------------- | ----- | ------------------------ |
|    | Italia (bandiera) | P     | Sandro Luciani           |
|    | Italia (bandiera) | P     | Walter Padovani          |
|    | Italia (bandiera) | P     | Alberto Recchia          |
|    | Italia (bandiera) | D     | Gianfranco Borsari       |
|    | Italia (bandiera) | D     | Rutilio Filipponi        |
|    | Italia (bandiera) | D     | Luciano Gatti            |
|    | Italia (bandiera) | D     | Arturo Massari           |
|    | Italia (bandiera) | D     | Vittorio Memo            |
|    | Italia (bandiera) | D     | Nazzareno Spaziani       |
|    | Italia (bandiera) | D     | Gianteodoro Vacca        |
|    | Italia (bandiera) | D     | Roberto Vuerich          |
|    | Italia (bandiera) | C     | Rodolfo Battista         |
|    | Italia (bandiera) | C     | Ugo Buttino              |
|    | Italia (bandiera) | C     | Gian Battista Capoccetta |
|    | Italia (bandiera) | C     | Mario Jannarilli         |
|    | Italia (bandiera) | C     | Giovanni Cipriani        |

| N. |                   | Ruolo | Calciatore           |
| -- | ----------------- | ----- | -------------------- |
|    | Italia (bandiera) | C     | Angelo Seghezza      |
|    | Italia (bandiera) | C     | Carlo Terlizzi       |
|    | Italia (bandiera) | A     | Eugenio Brunello     |
|    | Italia (bandiera) | A     | Fabio Franceschi     |
|    | Italia (bandiera) | A     | Gabriele Guizzo      |
|    | Italia (bandiera) | A     | Francesco Malvestiti |
|    | Italia (bandiera) | A     | Gaetano Maselli      |
|    | Italia (bandiera) | A     | Vincenzo Mettus      |
|    | Italia (bandiera) | A     | Fabio Salvatici      |
|    | Italia (bandiera) | A     | Gianni Sassaroli     |
|    | Italia (bandiera) | A     | Giuseppe Scicolone   |
|    | Italia (bandiera) | A     | Amedeo Sorrentino    |
|    | Italia (bandiera) | A     | Salvatore Stallone   |
|    | Italia (bandiera) |       | Di Sora              |
|    | Italia (bandiera) |       | Fausto Montresor     |